# 14438 МакЛін
14438 МакЛін (14438 MacLean) — астероїд головного поясу, відкритий 27 квітня 1992 року.
Тіссеранів параметр щодо Юпітера — 3,276.